# This イングランド 〜ボリス・ジョンソンの軌跡〜
『This イングランド 〜ボリス・ジョンソンの軌跡〜』（This England）は、マイケル・ウィンターボトムとキーロン・クィルクが脚本を書いたイギリスのドキュメンタリードラマテレビミニシリーズ。ボリス・ジョンソン政権、様々な政府間諮問グループ、介護施設や病院など影響を受けた他の施設の人々の証言に基づいて、イギリスにおけるCOVID-19パンデミックの第一波を描いている。
2022年9月28日にスカイ・アトランティックとナウで初公開された。ケネス・ブラナーの演技が称賛された一方、このシリーズは賛否両論の評価を受けており、イギリスの批評家の中にはこのようなドラマはまだ時期尚早だと評する者もいた。

## あらすじ
ボリス・ジョンソンは2019年12月の総選挙で「Get Brexit Done（EU離脱を成し遂げよう）」というスローガンの下に圧勝したが、その数か月後に英国で発生したCOVID-19パンデミックへの対応に追われることとなる。

## キャスト
※括弧内は日本語吹替。
- ボリス・ジョンソン: ケネス・ブラナー（井上和彦[11]）
- ドミニク・カミングス: サイモン・ペイズリー・デイ（広瀬彰勇）
- キャリー・シモンズ: オフィリア・ラヴィボンド（坂井恭子[12]）
- マット・ハンコック: アンドリュー・バカン（福田賢二）
- スナク財務大臣: シュリ・パテル（松田裕市）
- リー・ケイン: デレク・バー
- アイザック・レヴィド: ジェームズ・コリガン
- クリス・ウィッティ教授: ジミー・リヴィングストン
- メアリー・ウェイクフィールド: ヘザー・ピース（野首南帆子[13]）
- サー・パトリック・ヴァランス: アレック・ニコルズ（村本享太郎[14]）
- ベン・ガスコイン: ベン・ロイド＝ヒューズ（善養寺恭平[15]）
- マックス・ヘイスティングス: チャールズ・ダンス